# Famille Gritti
 (juillet 2024).
La famille Gritti est une famille patricienne de Venise, présente à la fondation de la ville, est originaire d'Altino. Toujours dans le rang des nobles, elle donna un doge, des procurateur de Saint-Marc et des généraux d'Armée à la cité.

## Membres illustres
- Andrea Gritti (1455-1538) fut le 77e doge de Venise, élu en 1523.
- Benedetto Gritti fut duc de Candie (1472-1473).
- Ludovico Gritti fut duc de Candie (1552-1554).
- Francesco Gritti (1740-1811) fut un poète et traducteur vénitien.

## Architecture
- Palais Gritti Loredan
- Palazzo Gritti a San Francesco della Vigna
- Palazzo Gritti Morosini  sur le Campo Sant'Angelo' à San Marco.
- Palais Gritti a Santa Croce
- Palazzo Pisani Gritti à San Marco

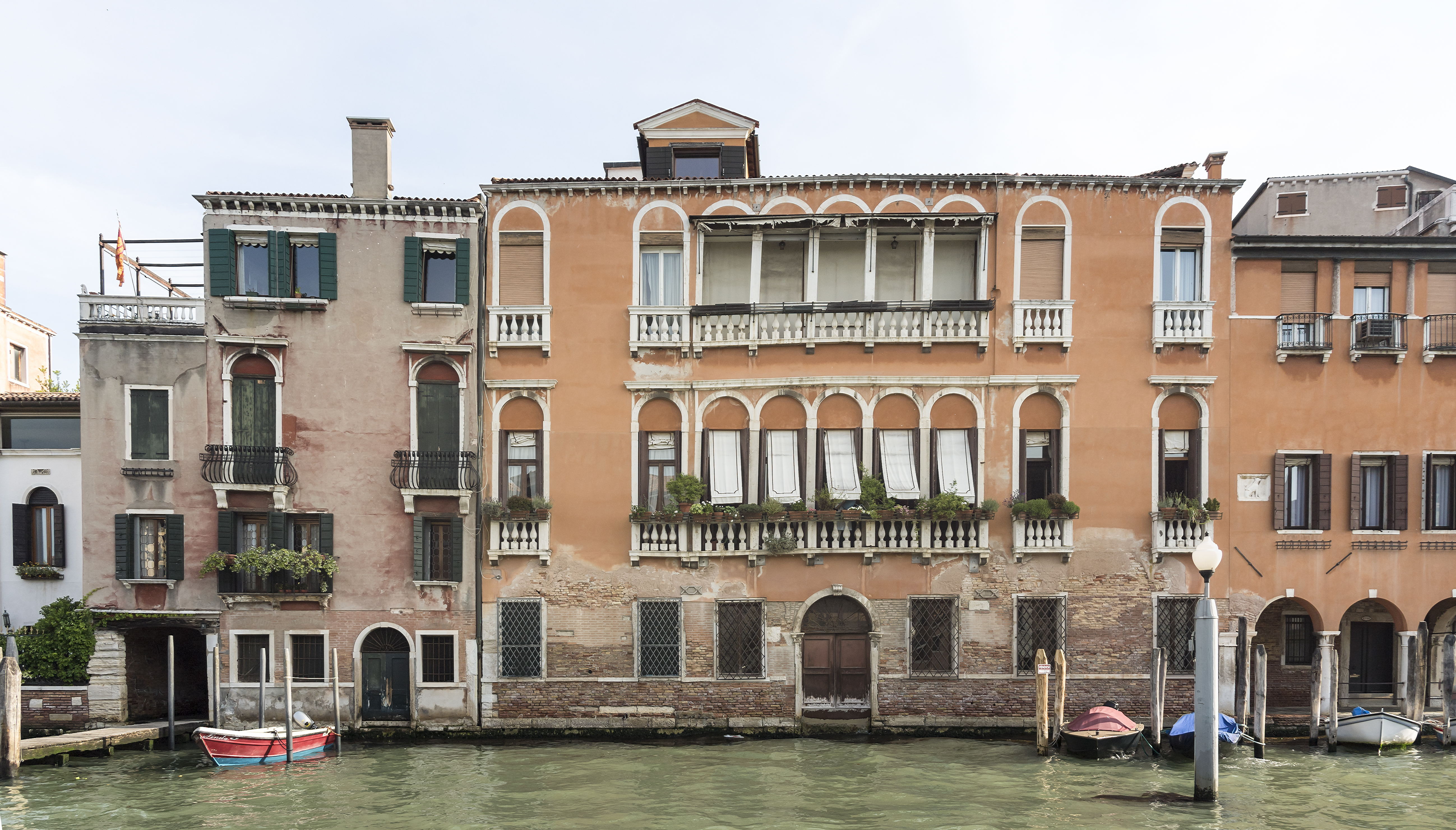
Palais Gritti (Dandolo)
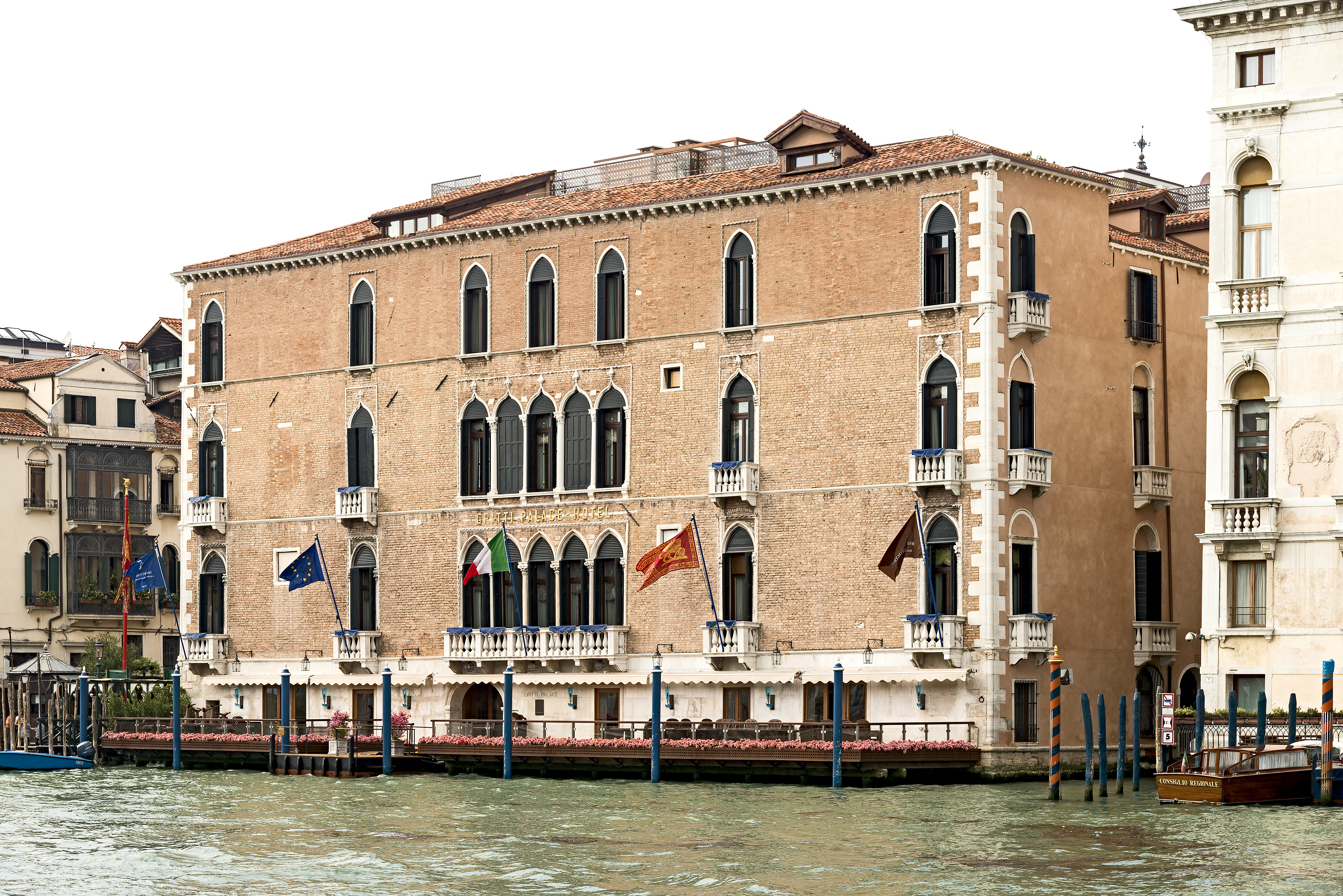
it:Palazzo Pisani Gritti (Hôtel Gritti)
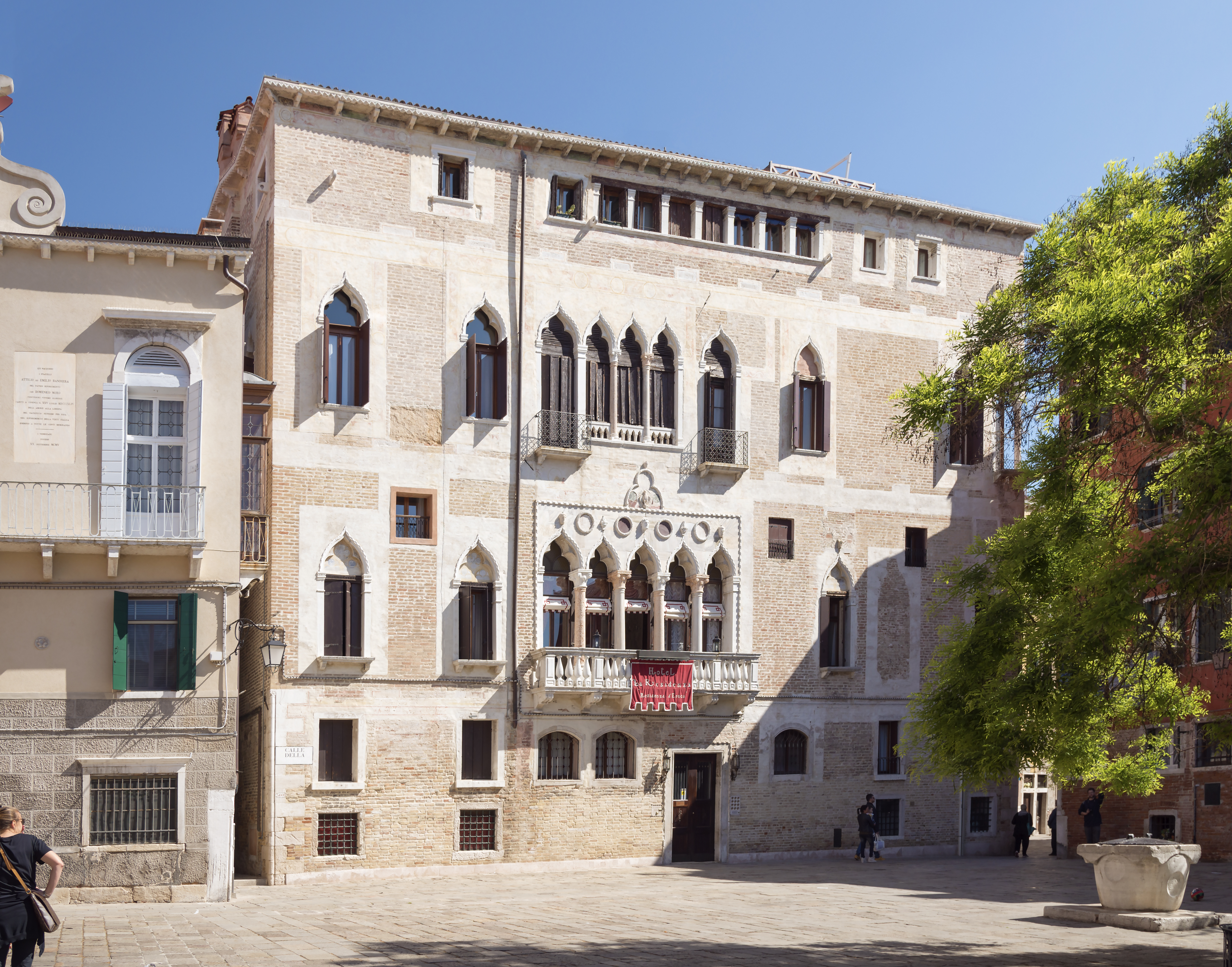
it:Palazzo Gritti Morosini Badoer
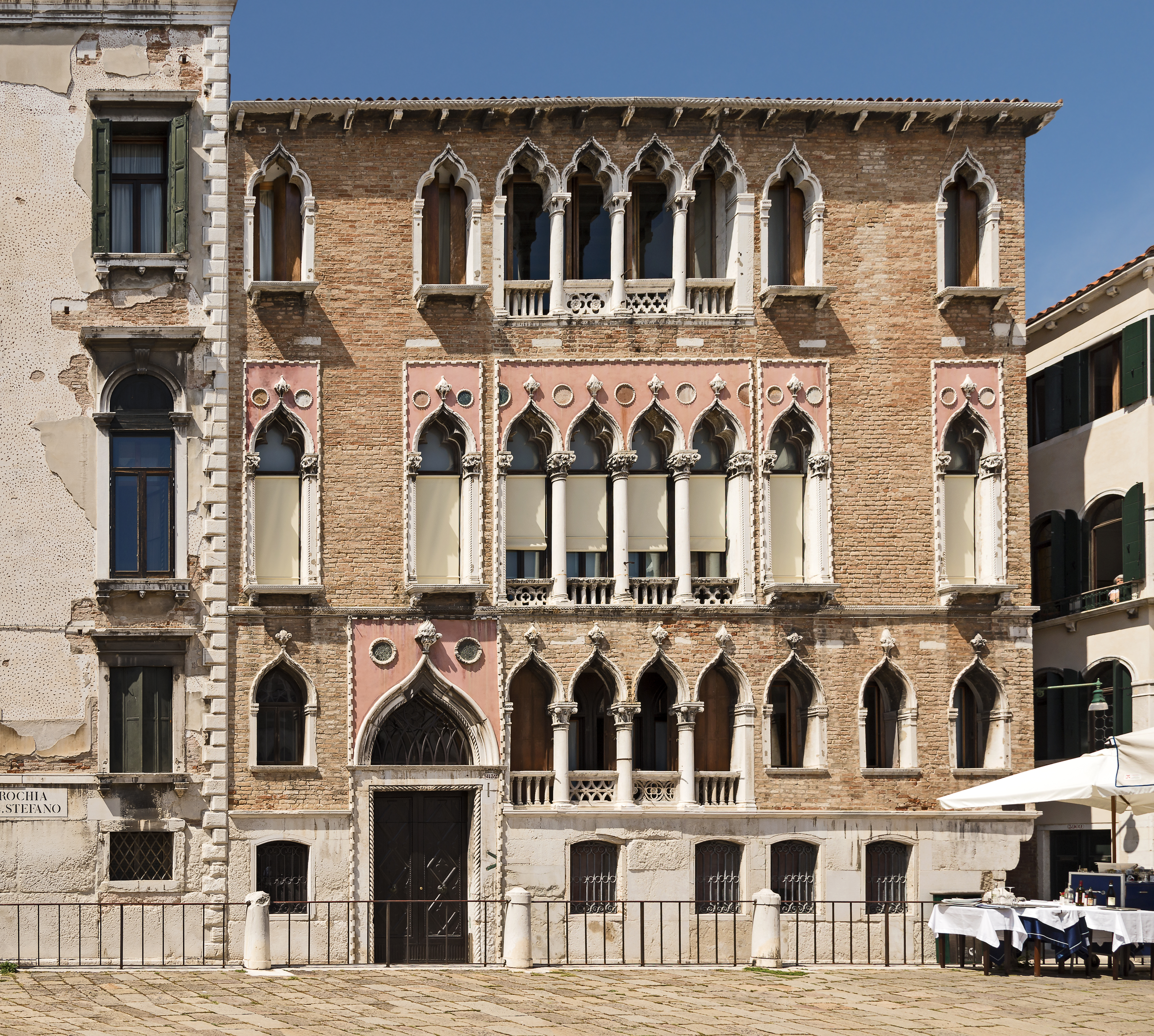
Palazzo Gritti Morosini sur le Campo Sant'Angelo